# Saint-Pois
Saint-Pois é uma comuna francesa na região administrativa da Normandia, no departamento Mancha. Estende-se por uma área de 7,75 km². Em 2010 a comuna tinha 508 habitantes (densidade: 65,5 hab./km²).